# Hurstbourne
Hurstbourne – miasto w Stanach Zjednoczonych, w stanie Kentucky, w hrabstwie Jefferson.